# 福尔克·林德
福尔克·林德（瑞典語：Folke Lind，1913年4月4日—2001年2月6日），瑞典男子足球运动员，司职后卫。他曾入选1936年夏季奥林匹克运动会瑞典国家男子足球队名单，但并未上场参赛。